# لوست سول أسايد
لوست سول ٱسايد هي لعبة فيديو اكشن مغامرات قادمة، من تطوير الشركة الصينية أولتيزيرو جيمز ونشر شركة سوني إنتراكتيف إنترتينمنت، من المقرر اصدارها في 29 أغسطس 2025.

## القصة
تبدأ القصة عندما تقوم كائنات غازية تعرف باسم فويدراكس بأخذ روح أخت كاسر الحبيبة، يجب على كاسر الشروع في رحلة خطيرة لمواجهة هذا التهديد الجديد المرعب، وإنقاذ شقيقته وتحرير البشرية.

## روابط خارجية
- الموقع الرسمي
- لوست سول ٱسايد على موقع IMDb (الإنجليزية)